# Marwan II ibn Muhammad ibn Marwan
Marwān ibn Muḥammad ibn Marwān, conosciuto anche come Marwān II (in arabo مروان بن محمد بن مروان‎?; 688 – Fayyum, 750), è stato l'ultimo califfo della dinastia omayyade a Damasco.

## Prima del califfato
Nel periodo 732-733 fu nominato governatore di Armenia e Azerbaigian dal califfo Hishām. Questa carica, che egli ricoprì per 12 anni, gli permise di affinare le sue doti militari, rivelandosi un ottimo condottiero nella difesa  dei confini caucasici insidiati dai turchi.
Sotto il suo comando l'organizzazione dell'esercito subì un notevole sviluppo: egli riformò l'antico modo di combattere in ranghi serrati (ṣufūf) adottando il sistema dei karādīs (derivante probabilmente dal vocabolo latino cohortes), piccole unità che erano al contempo compatte e flessibili. Da ciò si può dedurre come il suo soprannome, al-Ḥimār («l'Asino»), non debba essere considerato con accezione negativa bensì come esempio di pazienza, forza e tenacia: doti imprescindibili per ogni buon condottiero.
Marwān fu un sostenitore del califfo al-Walīd II e in un primo momento biasimò i tentativi di Yazīd III di deporlo. Quando però Yazīd riuscì nel proprio intento, l'occasione si rivelò per lui propizia e non esitò a mettere in atto il suo complotto. Morto Yazīd dopo sei mesi di regno, egli non accettò che il fratello Ibrāhīm divenisse califfo e si presentò quindi come difensore degli eredi di al-Walīd II.  Avanzò quindi verso la Siria, costeggiando l'Eufrate, e a lui si unirono i Qaysiti di Qinnasrīn e gli Arabi di Ḥimṣ. Arrivato ad ʿAyn al-Jarr, nell'Antilibano, si scontrò con Sulaymān b. Hishām. Quest'ultimo, col quale Marwān avrebbe combattuto più volte in futuro, venne sconfitto e rientrò a Damasco. Marwān mostrò grande moderazione nei confronti delle truppe di Sulaymān, decretando la morte di soli due Kalbiti che avevano preso parte attivamente all'assassinio di al-Walīd II. Il resto dei prigionieri venne obbligato a rendere omaggio ad al-Ḥakam e ʿUthmān, figli di al-Walīd II. I due erano però ancora rinchiusi nella prigione di Damasco e quando Sulaymān b. Hishām apprese tale notizia li uccise, temendo che questi, una volta liberi, si sarebbero vendicati dei torti subiti.

## Il califfato
Giunto nel 744 a Damasco, Marwān ottenne la bay‘a grazie al favore Ibrahīm b. al-Walīd I, che in cambio ottenne salva la vita, e grazie all'appoggio garantitogli dal jund qaysita di Qinnasrīn e da una parte della famiglia omayyade rappresentata da Abū Muhammad al-Sufyānī, governatore di Hims. Per ingraziarsi poi gli Arabi dei quattro jund siriani, Marwān concesse loro la possibilità di scegliersi il proprio wālī e non si oppose nemmeno alla nomina in Palestina di Thābit b. Nu‘aym che aveva guidato i soldati siriani contro di lui nel Caucaso. Egli sperava che così facendo sarebbe riuscito a riacquistare la benevolenza di quelle genti.

Divenuto califfo, Marwān preferì trasferirsi a Harrān, capitale della Jazīra, dove era stato governatore all'epoca del breve regno di Yazīd III e dove dette il via alla costruzione d'un nuovo e assai costoso palazzo califfale. Tale scelta ebbe effetti disastrosi sul suo già traballante califfato: Damasco e tutta la Siria si sentirono defraudati del potere e si ribellarono nel 749.
La rivolta cominciò dalla Palestina e il suo wālī ne fu il principale promotore. I tumulti poi si espansero in tutto il territorio circostante e in particolar modo a Ḥimṣ. Quando però Marwān arrivò alle soglie della città, i suoi abitanti si spaventarono e tradirono le truppe kalbite accorse in loro aiuto. A quel punto Marwān inviò l'esercito direttamente a Damasco e la conquistò, avanzando poi verso Tiberiade, capitale della Balqāʾ (Giordania attuale), ottenendo la vittoria anche in quel luogo.
Problemi sorsero anche in seno alla famiglia omayyade che si era spaccata in due. Per rinsaldare i loro rapporti, Marwān fece unire in matrimonio i suoi figli con le figlie di Hishām, perseguendo un'evidente strategia politica basata sui tradizionali vincoli familiari. 

Un ulteriore atto di pacificazione si ebbe quando egli reclutò i Siriani nella campagna contro l'Iraq. Tutto ciò però servì a poco in quanto i Siriani, ancora una volta, si volsero contro il califfo ed esortarono Sulaymān b. Hishām a porsi a capo della rivolta. Venuto a conoscenza di ciò, Marwān, che si stava avviando verso Kūfa, tornò indietro e attaccò Sulaymān nel suo accampamento vicino Khufāf e lo sconfisse. Stavolta però non mostrò segni di benevolenza nei confronti dei suoi oppositori e li ridusse tutti in schiavitù. Nella primavera del 750 la Siria cadde definitivamente sotto il controllo di Marwān.
Nonostante le sue continue vittorie militari, gli oppositori di Marwān crebbero notevolmente. Tra questi i principali erano i Kharigiti, i Qaysiti, i Kalbiti e gli Abbasidi. A guidare la ribellione fu stavolta al-Dahhāk b. Qays. Egli sconfisse le forze avversarie e si impossessò di Kūfa. Al fianco di Dahhāk si schierò Sulaymān b. Hishām che però, ancora una volta, venne pesantemente sconfitto dalle truppe califfali.  Al-Dahhāk si mosse poi verso Mosul, ma anche qui incontrò la ferma opposizione di Marwān, che nel frattempo aveva sottomesso Ḥimṣ. Gli eserciti si scontrarono ancora a Kafartūtā, dove Dahhāk morì. Il suo successore Khaybarī, dopo una breve tregua, portò un nuovo attacco a Marwān ma venne nettamente sconfitto. A questo punto i Kharigiti nominarono loro capo Shaybān b. ʿAbd al-ʿAzīz. Marwān inseguì Shaybān e Sulaymān b. Hishām fino a Mosul e pose la città sotto assedio per sei mesi, finché il primo fuggì in Bahrayn dove trovò la morte e il secondo salpò per l'India.
I problemi per Marwān non finirono qui. L'ostilità dichiarata dei Kalbiti ebbe effetti devastanti sul suo regno. Nel 747 infatti, a Marw, nel Khurāsān, si ebbe il primo sentore dell'insurrezione. Le schiere abbasidi si misero in marcia verso il cuore del califfato e invano furono contrastate dal wālī Nasr b. Sayyār, le cui richieste di rinforzi non vennero mai prese in seria considerazione.

## La fine del califfato omayyade
Due anni più tardi, nel 749, le truppe khorasaniche, condotte da Abū Muslim, invasero Kūfa, e proprio qui Abū l-ʿAbbās, Il Generoso fu proclamato califfo. Egli nel gennaio del 750 si mise in marcia contro Marwān II, col chiaro intento di spodestarlo. Marwān, sentendosi braccato, fuggì, arrivando fino in Egitto dove infine fu catturato e ucciso nell'agosto di quello stesso anno.
La morte di Marwān segnò la fine della fortuna degli Omayyadi nell'Est. L'intera dinastia infatti fu decimata dagli Abbasidi, e tra i pochi che scamparono vi fu ʿAbd al-Rahmān, che fuggì in Spagna e fondò lì un Emirato che, nel X secolo, sarebbe diventato il nuovo califfato omayyade di al-Andalus.